# U 881
Das U 881 war ein Typ IX C/40-U-Boot der ehemaligen deutschen Kriegsmarine im Zweiten Weltkrieg. Auf seiner einzigen Feindfahrt vor der Atlantikküste der USA konnte es keine Schiffe versenken oder beschädigen. Am 6. Mai 1945 wurde es beim Versuch, einen Geleitzug anzugreifen, selbst versenkt, wobei alle 53 Mann an Bord starben. U 881 und U 853 waren die letzten deutschen U-Boote, die durch Feindeinwirkung verloren gingen.

## Das U-Boot
U 881 wurde am 2. April 1942, als vorletztes Boot der Serie U 877 bis U 882, bei der Bremer Deschimag Werft in Auftrag gegeben. Es wurde als Neubau 1089 am 7. August 1943 auf Kiel gelegt und am 4. März 1944 vom Stapel gelassen. Am 27. Mai 1944 erfolgte die Indienststellung unter Oberleutnant zur See, später Kapitänleutnant der Reserve, Dr. jur. Karl-Heinz Frischke, welcher zuvor der Kommandantenschüler des Typ-VII-C-Bootes U 970 war, das er nach dem Ende der Frontbootausbildung verließ. Frischke begab sich dann nach der Indienststellung seines U 881 für mehrere Monate in die Ostsee, um die Besatzung auf den folgenden Fronteinsatz vorzubereiten und um sie mit dem Umgang des Bootes vertraut zu machen. Das Boot unterstand zuerst der 4. U-Flottille, einer in Stettin stationierten Ausbildungsflottille, als Ausbildungsboot und später der 33. U-Flottille, einer in Flensburg stationierten Frontflottille, als Frontboot. Zudem war das U-Boot wappenlos.

## Einsatzstatistik

### Verlegung nach Norwegen
Am 11. März 1945 legte U 881 aus Kiel ab und ankerte wenige Tage später in Schilksee, von wo es dann später mit Kapitänleutnant Lothar Martins U 776 und Kapitänleutnant Paul Justs U 546 nach Horten verlegte, wo es Schnorchelübungen im Oslo-Fjord durchführte.

### 1. Feindfahrt
Am 19. März lief U 881 von Horten nach Kristiansand aus, wo einige Ergänzungen durchgeführt wurden. Einen Tag später, am 21. März, ließ das Boot Kristiansand hinter sich, jedoch musste es zu dringenden Schnorchelreparaturen nach Bergen laufen, wo es am 30. März ankam. Am 7. April 1945 nahmen die Männer von U 881 endgültig Abschied von den heimatlichen Gewässern und das Boot lief zur 1. Feindfahrt aus. Auf dieser 39 Tage langen Feindfahrt konnte es keine Schiffe versenken oder beschädigen.

## Ende des Bootes
Am 6. Mai 1945 attackierte U 881 eine US-amerikanische Trägergruppe, welche aus dem US-Geleitträger USS Mission Bay (CVE-59) und den Geleitzerstörern USS Hill (DE-141), USS Pride (DE-323), USS Douglas L. Howard (DE-138), USS J.R.Y. Blakely (140), USS Fessenden (DE-142), USS Menges (DE-320), USS Mosley (DE-321) und USS Farquhar (DE-139) bestand. Doch USS Farquhar ortete U 881 mit ASDIC und griff sie mit Wasserbomben an. Das Boot wurde dadurch getroffen und sank mit der ganzen Besatzung von 53 Mann.